# Бенак (Верхние Пиренеи)
Бена́к (фр. Bénac, окс. Benac) — коммуна во Франции, находится в регионе Юг — Пиренеи. Департамент — Верхние Пиренеи. Входит в состав кантона Осён. Округ коммуны — Тарб.
Код INSEE коммуны — 65080.

## География
Коммуна расположена приблизительно в 660 км к югу от Парижа, в 125 км юго-западнее Тулузы, в 10 км к юго-западу от Тарба.
По территории коммуны протекает река Эшес.

## Климат
Климат умеренно-океанический с солнечной тёплой погодой и обильными осадками на протяжении практически всего года.

## Население
Население коммуны на 2010 год составляло 508 человек.
| 1962 | 1968 | 1975 | 1982 | 1990 | 1999 | 2010 |
| ---- | ---- | ---- | ---- | ---- | ---- | ---- |
| 399  | 406  | 399  | 436  | 478  | 481  | 508  |

## Администрация
| Период | Период | Фамилия         | Партия | Примечания |
| ------ | ------ | --------------- | ------ | ---------- |
| 2001   | 2020   | Жорж Астюгвьель |        |            |

## Экономика
В 2010 году среди 338 человек трудоспособного возраста (15-64 лет) 261 были экономически активными, 77 — неактивными (показатель активности — 77,2 %, в 1999 году было 71,4 %). Из 261 активных жителей работали 241 человек (120 мужчин и 121 женщина), безработных было 20 (13 мужчин и 7 женщин). Среди 77 неактивных 19 человек были учениками или студентами, 41 — пенсионерами, 17 были неактивными по другим причинам.

## Достопримечательности
- Церковь Рождества Пресвятой Богородицы (XII век). Исторический памятник с 1972 года[4]

## Фотогалерея

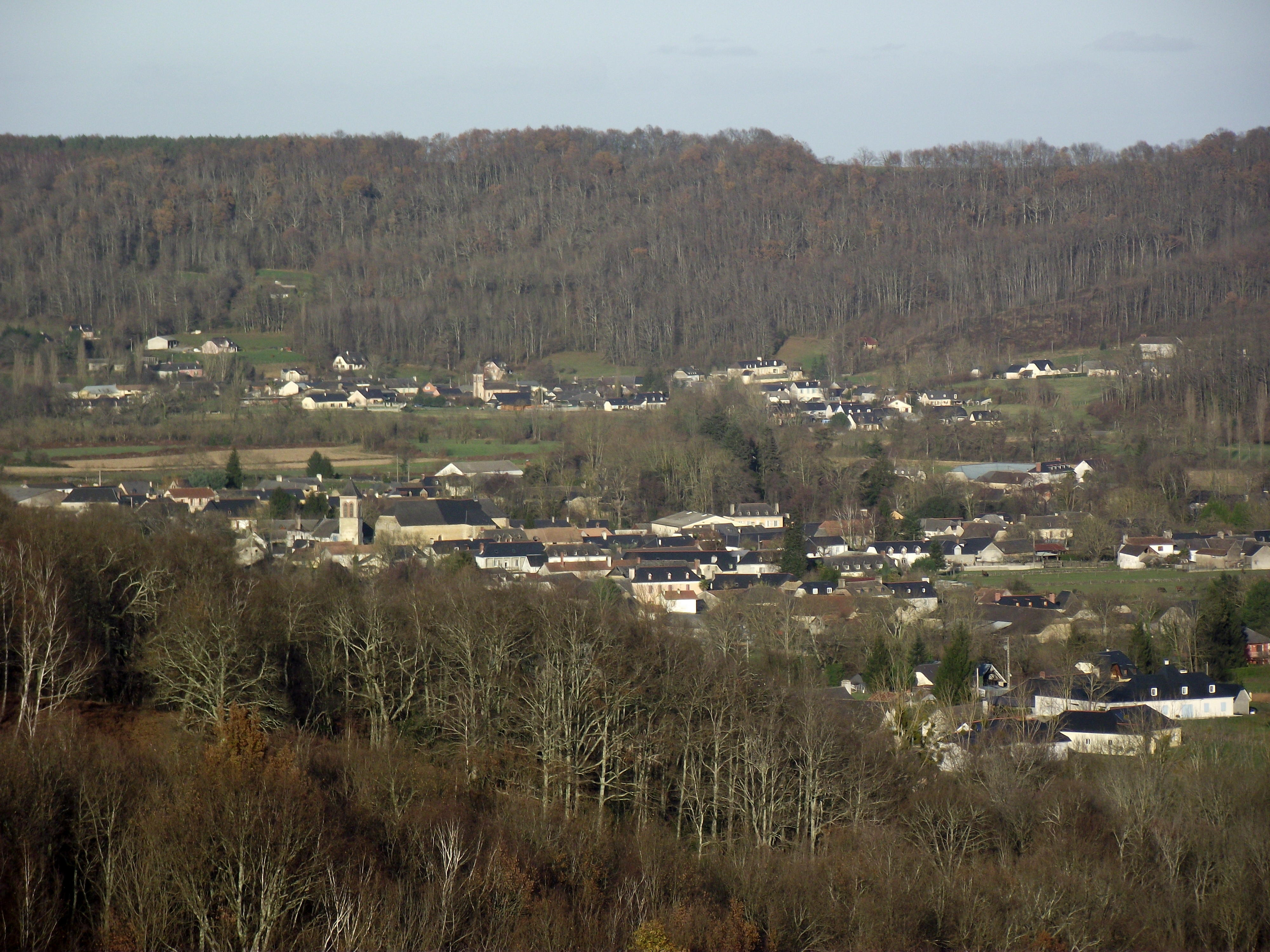
Бенак и Лезиньян
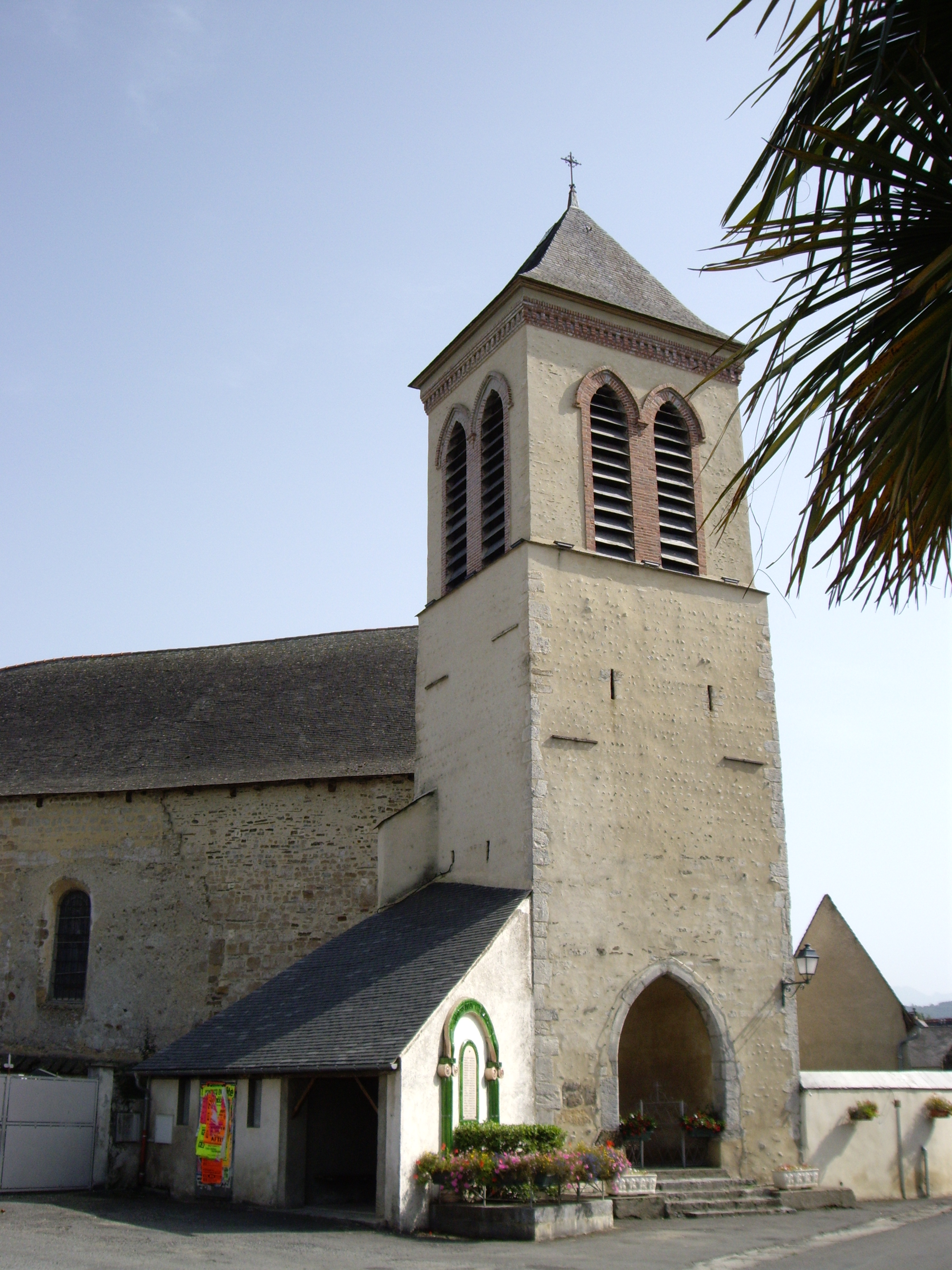
Церковь Рождества Пресвятой Богородицы
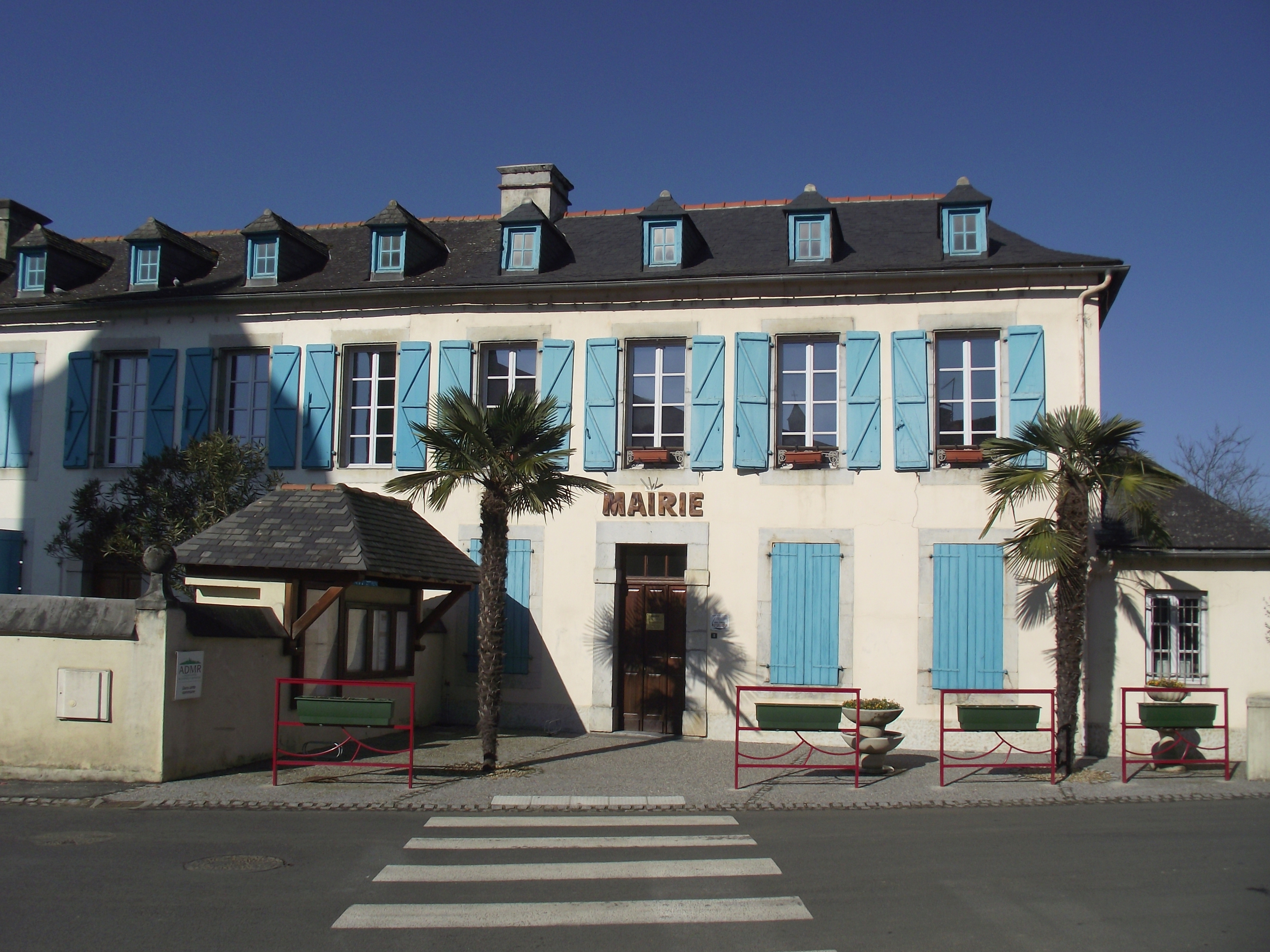
Мэрия
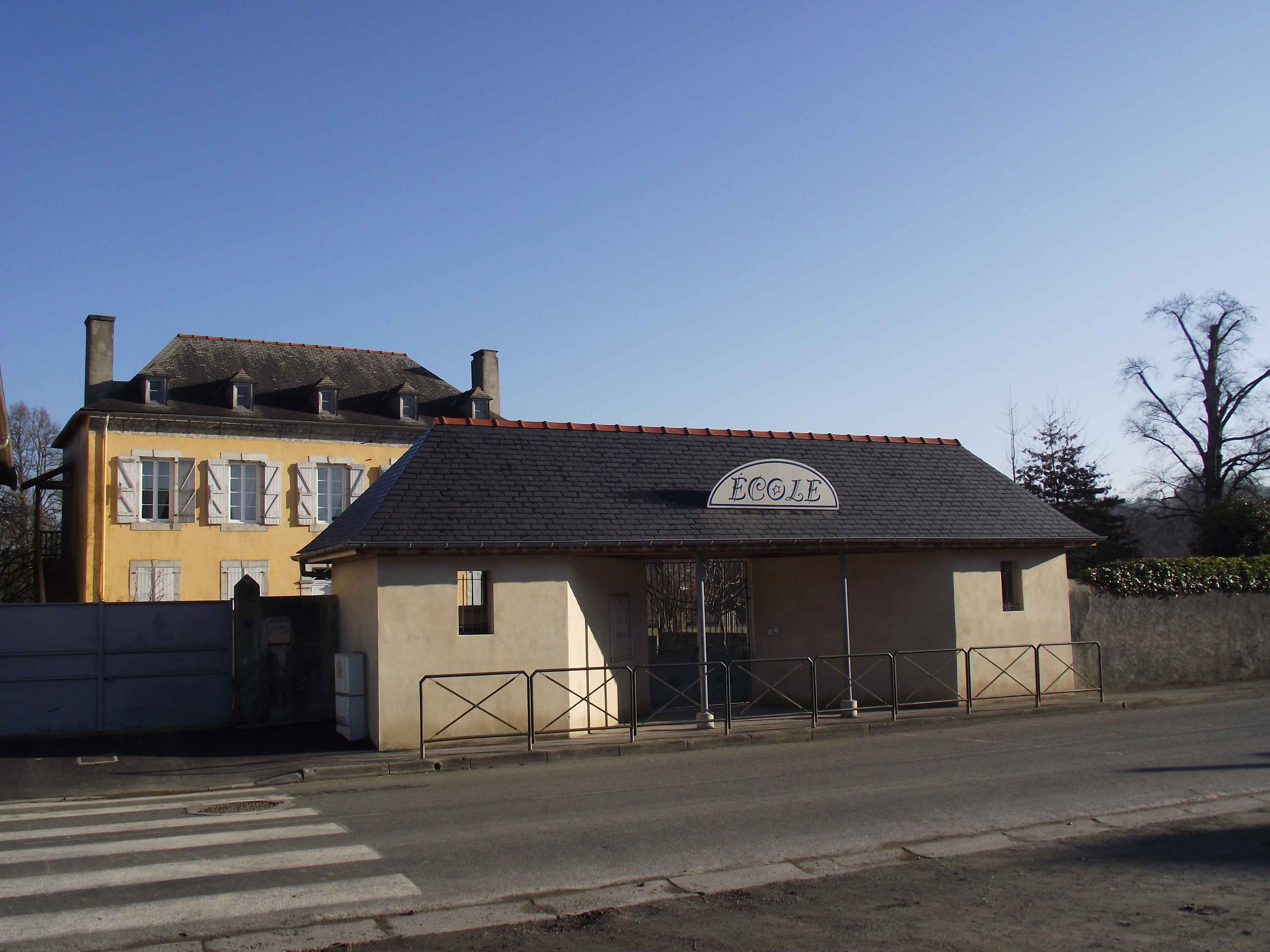
Школа
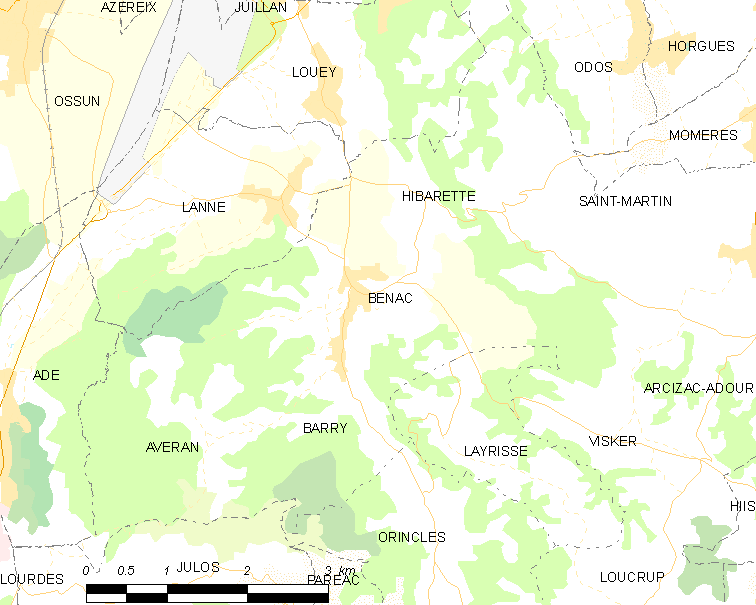
Карта коммуны